# Château Dufresne
Château Dufresne es un palacio situado en Montreal, Canadá.

## Historia
La antigua residencia de Mario Dufresne y Oscar, el Château Dufresne, fue dividida en dos casas, una para cada hermano. Los padres fundadores de la ciudad de Maisonneuve (ahora incorporada a la ciudad de Montreal), los hermanos Dufresne, eran ricos franceses del siglo XX, unos empresarios canadienses que tuvieron un papel importante en la historia de Montreal. Ahora se usa como un museo histórico que muestra la arquitectura de Beaux-Arts y muebles antiguos de las residencias Dufresne; el Chateau Dufresne fue declarado monumento histórico por el gobierno provincial en 1976.
Diseñado por el arquitecto parisino Jules Renard, que basa sus planes en el Petit Trianon de Versalles, Francia, la mansión Dufresne fue un proyecto ambicioso desde el primer momento. Construido a partir de 1915 a 1918, en el interior de esta mansión de inspiración gótica, se encuentran una serie de hermosos murales y pinturas de techo de Guido Nincheri de la década de 1920. Conocido por su piedad y devotas inclinaciones religiosas, el tema secular de la decoración interior del Château Dufresne es una excepción increíble para el resto de la carrera artística de Nincheri. Habiendo servido como museo de Artes Decorativas de Montreal de 1979 a 1997, acoge al arte y realiza exposiciones temporales.